# هلن (فیلم ۱۳۹۴)
هلن فیلمی به کارگردانی و تهیه‌کنندگی علی‌اکبر ثقفی و نویسندگی امیرحسین ثقفی و شراره سروش محصول سال ۱۳۹۴ است.

## خلاصه داستان
داستان دختری است که قرار است به ایتالیا برود اما به علت گرفتاری خانواده، مسیر دیگری در پیش می‌گیرد.

## بازیگران
| بازیگران       | نقش   |
| -------------- | ----- |
| رؤیا نونهالی   |       |
| پژمان بازغی    |       |
| امین حیایی     |       |
| روشنک گرامی    | هلن   |
| هوتن شکیبا     | اشکان |
| ستاره پسیانی   |       |
| مهرداد فلاحتگر |       |